# Petrovce nad Laborcom
Petrovce nad Laborcom jsou obec na Slovensku v okrese Michalovce.

## Poloha
Obec leží v centrální části Zemplína , v severní části Východoslovenské nížiny, severně od Michalovců. V těsné blízkosti protéká řeka Laborec. Podle administrativního členění patří do Košického kraje a okresu Michalovce. Vesnice je vzdálená od hlavního města Bratislavy 274 km, krajského města Žiliny 73,4 km a okresního města Ružomberok 14,6 km, sousedí s pěti obcemi: Michalovce, Lesné, Nacina Ves, Suché a Zbudza.

## Demografie
Petrovce měli v roce 1869 708 obyvatel, v roce 1900 to bylo 718 lidí, ale v roce 1930 zaznamenali pouze 594 obyvatel. Potom následoval růst na 669 v roce 1948, 868 v roce 1961 a 940 v roce 1970. Během sčítání v roce 2001 měla obec 933 obyvatel, z toho 758 (81,3%) slovenské, 165 (17,7%) romské, 5 (0,5%) rusínské a po jednom (0,1%) maďarské, ukrajinské a české národnosti.V roce 2011 v obci žilo 1000 obyvatel.  V obci je romská osada.